# Trichogramma polychrosis
Trichogramma polychrosis is een vliesvleugelig insect uit de familie Trichogrammatidae. De wetenschappelijke naam is voor het eerst geldig gepubliceerd in 1981 door Chen & Pang.